# Sumner (Washington)
Sumner es una ciudad ubicada en el condado de Pierce en el estado estadounidense de Washington. En el año 2000 tenía una población de 9.840 habitantes y una densidad poblacional de 490,8 personas por km².

## Geografía
Sumner se encuentra ubicada en las coordenadas 47°12′21″N 122°14′9″O / 47.20583, -122.23583.El río Puyallup pasa por la parte su de la ciudad.

## Demografía
Según la Oficina del Censo en 2000 los ingresos medios por hogar en la localidad eran de $38.598, y los ingresos medios por familia eran $42.602. Los hombres tenían unos ingresos medios de $36.250 frente a los $29.221 para las mujeres. La renta per cápita para la localidad era de $18.696. Alrededor del 8,5% de la población estaban por debajo del umbral de pobreza.